# Eterna Paixão
Eterna Paixão (lit. ‘Passió eterna’) és una novel·la escrita per Abdulai Silá, un escriptor i periodista de Guinea Bissau, que va ser publicada l'any 1994. És una obra destacada dins la literatura africana de parla portuguesa, i s'emmarca dins el context sociopolític del país i de l'Àfrica en general a finals del segle xx. És reconeguda com "la primera novel·la guineana".
Eterna Paixão és una novel·la que tracta sobre les tensions i les contradiccions de la societat guineana postcolonial, i combina elements de drama, amor i conflicte polític. Els personatges es veuen immersos en dilemes personals i socials que reflecteixen els desafiaments de la reconstrucció nacional després de la independència. El llibre explora temes com la corrupció i la violència; la desigualtat i la lluita per la justícia; i la recerca de la identitat. Silá empra les experiències dels seus personatges per il·lustrar les dificultats i les esperances del poble guineà, però ho fa amb una visió utòpica orientada cap al progrés econòmic i l'ètica comunitària, diferenciant-se del discurs postcolonial tradicional. L'obra també ha estat reconeguda pels seus personatges femenins (Ruth i, especialment, Mbubi), per l'acurada representació que fan del nou feminisme africà.
L'estil de Silá es caracteritza per una prosa rica i evocadora, amb un ús cuidat del llenguatge que reflecteix la diversitat cultural i lingüística del país. L'autor porta a debat l'ús del portuguès i el crioll de Guinea Bissau, i utilitza l'idioma per connectar amb diverses cultures de l'antiga Portugal Africana. La seva narrativa incorpora també elements de la tradició oral africana. Combina les narratives romàntica i neorealista, sovint per fer-ne una paròdia (ambdós estils van ser els dominants en les darreries de l'etapa colonial).
El llibre va ser el primer d'una trilogia dedicada per Silá al postcolonialisme, completada amb A Última Tragédia (1995) i Mistida (1997). Així, l'autor nascut a Catió va consagrar-se com una de les figures més importants de la incipient literatura guineana.